# Symfonie nr. 31 (Hovhaness)
Alan Hovhaness voltooide zijn Symfonie nr. 31 opus 294 in 1977. De symfonie heeft geen bijtitel.
In wezen is deze symfonie geen symfonie, maar een zevendelige suite. Het is geschreven voor strijkinstrumenten. Diverse muziekinstrumenten zingen hun lied boven de begeleiding:
1. Andante molto cantabile (altviool)
2. Presto (een dans)
3. Lento (celli)
4. Fuga presto ma non troppo
5. Allegro Vivace (dans met altvioolmelodie)
6. Andante con molto espressione (een romance)
7. Fuga, Presto.

De eerste uitvoering werd gegeven door Louis Richmond met het Northwestern Chamber Orchestra (1973-2005) in 1977.

## Orkestratie
- violen, altviolen, celli, contrabassen

## Discografie
- Uitgave Pandora Record ofwel Fujihara Records: Richmond met het NCO;
- Uitgave Crystal Records: Northwest Sinfonia o.l.v. Gerard Schwarz in een opname van uit 1995; het staat op een compact disc genaamd Hovhaness treasures